# Латинський собор (Сандомир)
Катедра́льна бази́ліка Різдва Пресвято́ї Ді́ви Марі́ї, або Латинський собор (пол. Bazylika katedralna Narodzenia Najświętszej Maryi Panny w Sandomierzu) — культова споруда, римо-католицька базиліка в місті Сандомирі. Головний храм Сандомирської дієцезії Римо-католицької Церкви в Польщі.

## Історія
Збудована на узгір'ї неподалік від Сандомирського замку, з яким свого часу сполучалася мостом. Добудована за сприяння єпископа Збігнева Олесницького (добудована частина нині становить презбітерій).
У вересні 1770 року Матвій Полейовський — львівський скульптор-різьбяр — уклав контракт, за яким мав виконати роботи для храму, а саме вісім вівтарів із різьбами (у тому числі головного вівтаря), декорацію частини храму під хорами, декорацію балюстради в каплиці Мансіонарській, за що мав отримати 12000 злотих. Ці роботи закінчив у середині 1773 року. Повністю всі роботи в інтер'єрі завершили 1790 року.
1818 року костел став головним храмом новоутвореної Сандомирської дієцезії. 9 вересня 1819 року відбулась урочиста церемонія входження на посаду єпископа Головчиця.

## Мистецька проблематика
На думку Тадеуша Маньковського, з якою погоджувався Збігнев Горнунг, різьби у вівтарях костелу є нижчого класу, ніж відомі роботи М. Полейовського. Також Горнунг припускав, що їх зробили пізніше, а їх міг виконати майстер, який вирізьбив фігури святого Івана Хрестителя, Марії Магдалини та Марії Єгиптянки в домініканському костелі святого Якова в Сандомирі. Однак Єжи Ковальчик вважав автором цих робіт таки М. Полейовського.

## Опис
Будівля зального типу, базиліка, головна (середня) нава ширша за бічні. До презбітерію з північної сторони прилягає партерове захристя, перекрите хрестово-реберним склепінням. Фасад бароковий.